# Ohio History Connection
L'Ohio History Connection, appelée Ohio Historical Society jusqu'en mai 2014, est une association à but non lucratif fondée en 1885, « pour promouvoir une connaissance de l'archéologie et de l'histoire, particulièrement en Ohio. » Elle a été fondée par Roeliff Brinkerhoff (en).
L'OHC conserve les archives de toute la carrière du président Warren G. Harding, formant 900 articles.